# Гінріх Рінк
Гінріх Йоганнес Рінк (26 серпня 1819 року в Копенгагені; 15 грудня 1893 року в Христианії) — данський геолог, дослідник та інспектор Гренландії.

## Життєпис
Гінріх Рінк народився в сімʼї гуртового торговця Йоганнеса Рінка (1783–1865) та Агнези Маргарети Хедде (1793–1865). Обоє були родом з Дітмаршена. Гінріх вивчав фізику та хімію в Копенгагенському університеті, де отримав докторський ступінь у 1844 році. PhD в Університеті Крістіана Альбрехта в Кілі та відвідував медичні лекції в Берліні до 1845 року. Там його запросили взяти участь як мінералога в навколосвітній подорожі на фрегаті «Галатея». Він насправді хотів поїхати до Калькутти з «Галатеєю», але опинився на Нікобарських островах, які тоді були колонізовані Данією. Через п'ять місяців він захворів на лихоманку, яка ослабила його на все життя. Йому довелося повернутися до Данії, де в 1847 році була опублікована його перша велика географічна праця «Нікобарські острови» (німецькою мовою).
Протягом 1848-1851 років Рінк досліджував родовища графіту в північній Гренландії, маючи підтримку держави, але спроби видобутку була припинена через кілька років. Він склав першу геологічну карту прибережної області Гренландії. Однак його найбільше цікавило дослідження внутрішніх льодів. Він був першим вченим, який дослідив його походження та рух, а також причинно-наслідкові зв'язки з айсбергами в Північному морі. У 1853 році був опублікований його трактат Om Isens Udbredning og Bevægelse over Nordgrønlands Fastland («Про поширення та рух льоду над материком Північна Гренландія»).
Після повернення до Копенгагена в 1851 році він отримав місце в комісії, яка розглядала питання монопольної торгівлі в Гренландії. 1852 року він за дорученням цієї комісії повернувся до Гренландії, здійснив подорож до її південної частини та опублікував працю «Om Monopolhandelen paa Grønland» («Про монопольну торгівлю в Гренландії»). У 1853 році він вступив на службу в Den Kongelige Grønlandske Handel (Королівська гренландська торговельна компанія) і був призначений колоніальним адміністратором у колонії Julianehåb у Какортоку. Водночас його було призначено інспектором найпівденнішої частини Південної Гренландії (посада, яка існувала лише для нього), разом з інспектором Південної Гренландії Карлом Петером Гольбеллем. У цей час він написав свою головну працю «Гренландія, географічний та статистичний опис» («Гренландія, описана географічно та статистично»), яка була першою стандартною працею про Гренландію після «Перлюстрації» Ганса Егеде (1729). 28 квітня 1853 року Рінк одружився у Фредеріксберзі з письменницею Наталі Софі Нільсін (Сігне) Кароліною Мьоллер (1836–1909), донькою колоніального адміністратора Йоргена Нільсена Мьоллера (1801–1862) та його другої дружини, датчанки Антонетти Ернестини Констанс Томмеруп (1813–1891). 24 лютого 1855 року в Какортоку народилася єдина дитина подружжя, дочка Антуанетта Маргрете. Вона вийшла заміж за норвезького хіміка Людвіга Генріка Бенджаміна Шмелька (1857–1916), і обоє були батьками Тіри Йоганн Марі Шмельк (1884–1960), яка, у свою чергу, була одружена з англо-норвезьким хіміком-криміналістом Чарльзом Маккензі Бруффом (1887–1955). Після смерті Холбелля в 1855 році, коли його тесть тимчасово замінив його на посаді інспектора, Рінк зайняв посаду в 1857 році.
Рінк активно піклувався про добробут гренландців, з якими підтримував тісний контакт. Саме тому він заснував Форстандерскабер, який мав на меті надати гренландцям більше впливу на їхні справи. У 1858 році він закликав місцеве населення художньо переробляти та зберігати гренландські традиції, а також підтримував їх фінансово. Саме так були відкриті та просувані такі митці, як Єнс Кройцманн та Арон фон Кангек. У 1861 році він заснував друкарню в Нууку, де видавалася перша гренландська газета «Атуагагдліутіт», яку також заснував Рінк. Рінк вивчав гренландську мову та гренландський фольклор. Eskimoiske Æventyr og Sagn («Ескімоські казки та легенди») було опубліковано в 1866 році.
У 1868 році він був змушений покинути Гренландію через стан здоров'я та вирушив до Копенгагена. Там, з 1871 по 1882 рік, як директор Den Kongelige Grønlandske Handel, він очолював усе управління країною, за винятком місіонерської системи. У Копенгагені він заснував гренландський клуб для молодих гренландців, які перебували в Данії на навчанні. У 1882 році він переїхав до Христианії (нині Осло), де його дочка вийшла заміж. Там він завершив свої останні твори. Він помер у 1893 році як найважливіший експерт з Гренландії свого часу.
Серед іншого, Рінк залишив після себе колекцію з понад 140 рукописів, що містили карти Гренландії, намальовані ним та іншими. Цю колекцію зараз можна побачити в Королівській бібліотеці в Копенгагені. На його честь у Нууку було встановлено пам'ятник.
На честь Гінріха Йоганнеса Рінка Гренландське товариство з 1960 року вручає медаль Рінка за видатний науковий внесок у Гренландію. Крім того, на його честь названо мінерал ринколіт.

## Твори
З його творів про Гренландію, у дослідження якої Рінк зробив великий внесок, найважливішими, окрім різноманітних есе в Petermanns Geographische Mitteilungen є:
- Grönland, geographisch und statistisch beschrieben (Kopenhagen 1852–1855, 2 Bände; englische Ausgabe von Brown, London 1877).
- Märchen und Sagen der Eskimos (Kopenhagen 1866, Suppl. 1871; englisch 1875).
  - Eskimoiske Eventyr og Sagn (Kopenhagen 1982).
  - Tales and Traditions of the Eskimo. With a Sketch of Their Habits, Religion, Language and Other Peculiarities (William Blackwood and Sons, Edinburgh and London, 1875). - Digitalisat
- Das Binnenland Grönlands und die Möglichkeit, dasselbe zu bereisen (Kopenhagen 1875).
- Grönländer und Dänen in Grönland (Kopenhagen 1888).

все данською мовою; Він також опублікував німецькою мовою працю «Нікобарські острови» (Копенгаген, 1847). Після його смерті була опублікована «Історія Кагсагсука» (Лейпциг, Insel-Verlag, 1914).